# Барнс, Джоселфо
Джоселфо Барнс (нем. Joselpho Barnes; род. 12 декабря 2001, Оберхаузен, Северный Рейн-Вестфалия) — немецкий и ганский футболист, полузащитник клуба «Сент-Трюйден».

## Карьера

### Начало карьеры
Футболом начал заниматься в академии футбольного клуба «Ингельбах» в 2011 году. Через гол футболист оказался в юношеской команде клуба «Лауцерт», откуда позже попал ещё в такие клубы как «Леверкузен», «Бергиш-Гладбах 09» и кёльнская «Фортуна». В 2016 году футболист присоединился к академии «Шальке 04». В немецком клубе футболист начал выступать за команду до 16 лет, откуда затем перешёл в команду до 17 лет, за которую в сезоне  2017/2018 в юношеском чемпионате Германии до 17 лет отличился 6 забитыми голами в 21 матче. Летом 2018 года футболист присоединился в команде до 19 лет, которую возглавлял Норберт Эльгерт. На протяжении 2 сезонов футболист был одним из ключевых игроков команды, отличившись по забитому голу в каждом из сезонов. Также представлял клуб на юношеской лиге УЕФА. 
В июле 2020 года футболист был переведён во вторую команду «Шальке 04 II». Первую половину сезона футболист пропустил из-за серьезной травмы. Дебютировал за команду лишь 23 января 2021 года в матче против клуба «Рот-Вайсс Оберхаузен». Первым результативным действием отличился 27 марта 2021 года в матче против клуба «Шпортфройнде», отдав голевую передачу. Оставшуюся часть сезона футболист провёл как один из ключевых игроков. По окончании сезона футболист хотел получить от немецкого клуба долгосрочный контракт, однако по итогу футболист получил лишь однолетнее предложение, от которого он по ито итогу отказался. В июле 2021 года покинул клуб. 

### «Рига»
В ноябре 2021 года футболист подписал контракт с латвийской «Ригой». До этого футболист также проходил просмотр в бельгийском клубе «Эксельсиор Виртон». Также у футболиста были предложения от швейцарских и австрийских клубов. Дебютировал за латвийский клуб 19 марта 2022 года в матче против «Лиепаи». Дебютный гол за клуб забил 5 апреля 2022 года в матче против юрмальского «Спартака». В ответном матче 14 мая 2022 года против юрмальского «Спартака» футболист отличился забитым дублем. В июне 2022 года футболист получил травму, из-за которой пропустил первые матчи первого квалификационного раунда Лиги конференций УЕФА. На еврокубковом турнире дебютировал 21 июля 2022 года в матче против словацкого клуба «Ружомберок», выйдя на замену на 87 минуте. Вместе с клубом вышел в третий квалификационный раунд турнира, откуда вылетел, проиграв португальскому клубу «Жил Висенте», где футболист оба матча пробыл на скамейке запасных. В латвийском чемпионате вторую половину сезона футболист провёл как игрок замены, однако это не помешало ему стать третьим бомбардиром клуба по итогу сезона. Всего же в активе футболиста за сезон было 7 забитых голов и 4 результативные передачи. Вместе с клубом стал серебряным призёром Высшей лиги.

### «Сент-Трюйден»
В июне 2023 года футболист перешёл в бельгийский клуб «Сент-Трюйден», с которым подписал двухлетний контракт. Дебютировал за клуб футболист 30 июля 2023 года в матче против клуба «Стандард», выйдя на замену в концовке основного времени. Дебютный гол за клуб футболист забил 4 февраля 2024 года в матче против клуба «Серкль Брюгге».

## Международная карьера
Футболист имел право выступать за сборные Германии и Ганы. В феврале 2021 года футболист отправился вместе с молодёжной сборной Ганы до 20 лет на молодёжный Кубой африканских наций. В своём дебютном матче за сборную 16 февраля 2021 года против Танзании футболист отличился забитым дебютным голом. Стал победителем турнира, выиграл в финале у Уганды, однако сам футболист матч пробыл на скамейке запасных.
В июне 2021 года футболист получил вызов в молодёжную сборную Ганы до 23 лет для участия в товарищеских матчах против сборной Южной Кореи. Дебютировал за сборную 12 июня 2021 года, проведя на поле 66 минут. В ответном матче 15 июня 2021 года забил свой дебютный и единственный гол  в матче.

## Достижения
Сборная
Гана (до 20)
- Победитель Кубка африканских наций: 2021

## Семья
Отец футболиста Себастиан Барнс был профессиональным футболистом, выступавшим в национальной сборной Ганы. 